# Zaphanera capparis
Zaphanera capparis là một loài côn trùng cánh nửa trong họ Aleyrodidae, phân họ Aleyrodinae.
Zaphanera capparis được Bink-Moenen miêu tả khoa học đầu tiên năm 1983.